# Audea hypostigma
Audea hypostigma là một loài bướm đêm trong họ Erebidae.